# Tafeltennis op de Paralympische Zomerspelen

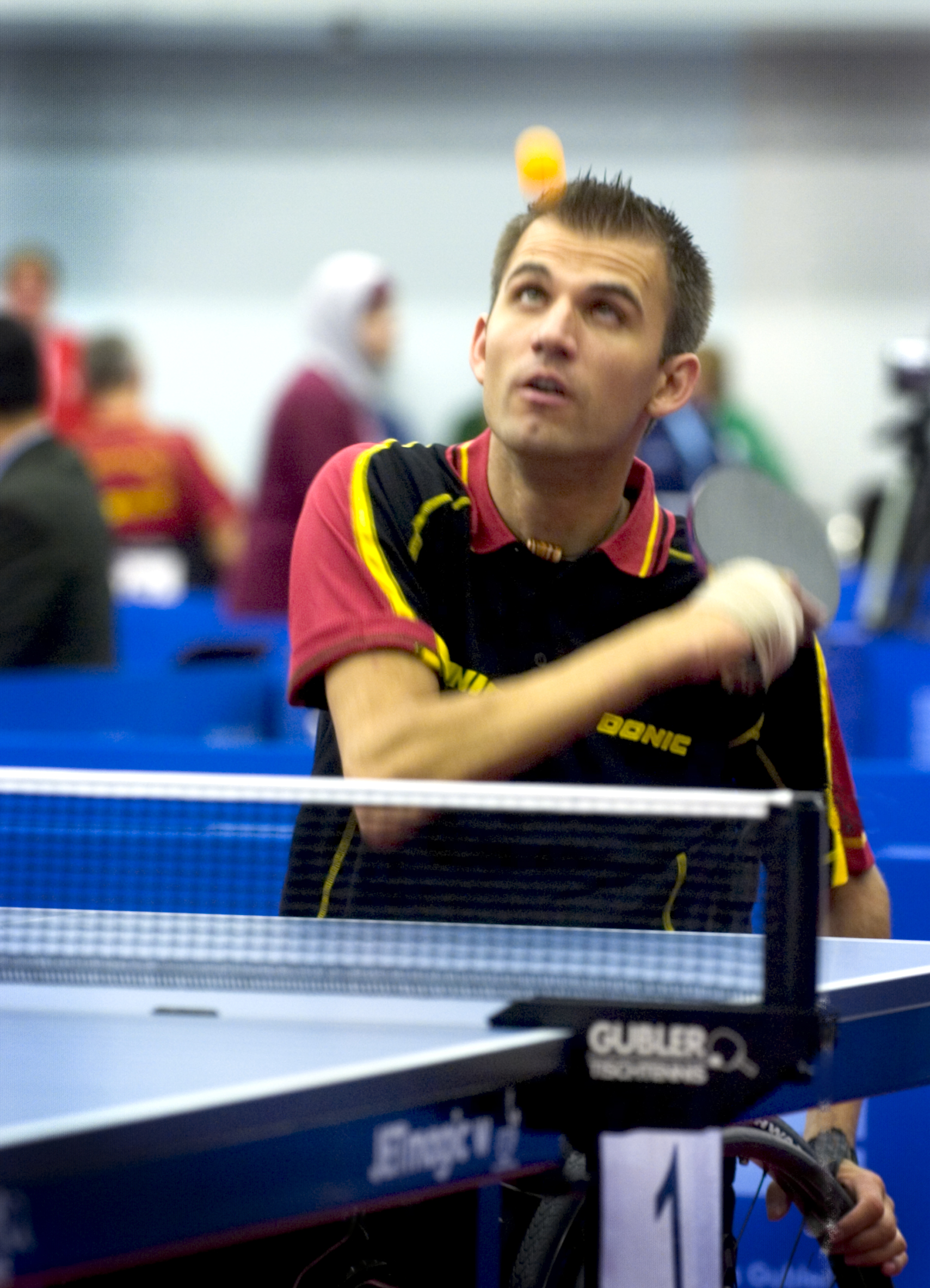
Holger Nikelis, olympisch kampioen in 2004

Tafeltennis is een van de sporten die op het programma van de Paralympische Spelen staan. De sport staat onder auspiciën van de International Table Tennis Federation (ITTF). De sport kan door alle paralympiërs worden gespeeld, behalve door visueel behinderden.

## Regels
De regels voor het paralympisch tafeltennis komen grotendeels overeen met het gewone tafeltennis. De enige afwijkende regel is dat bij de opslag de bal eerst over de achterkant van de tafel moet voordat de bal over de zijkant gaat. Eenvoudig verwoord moet er vooral rechtuit worden geserveerd en niet al te schuin. Ook zijn er aanpassingen voor de sporters in de rolstoel.

## Classificatie

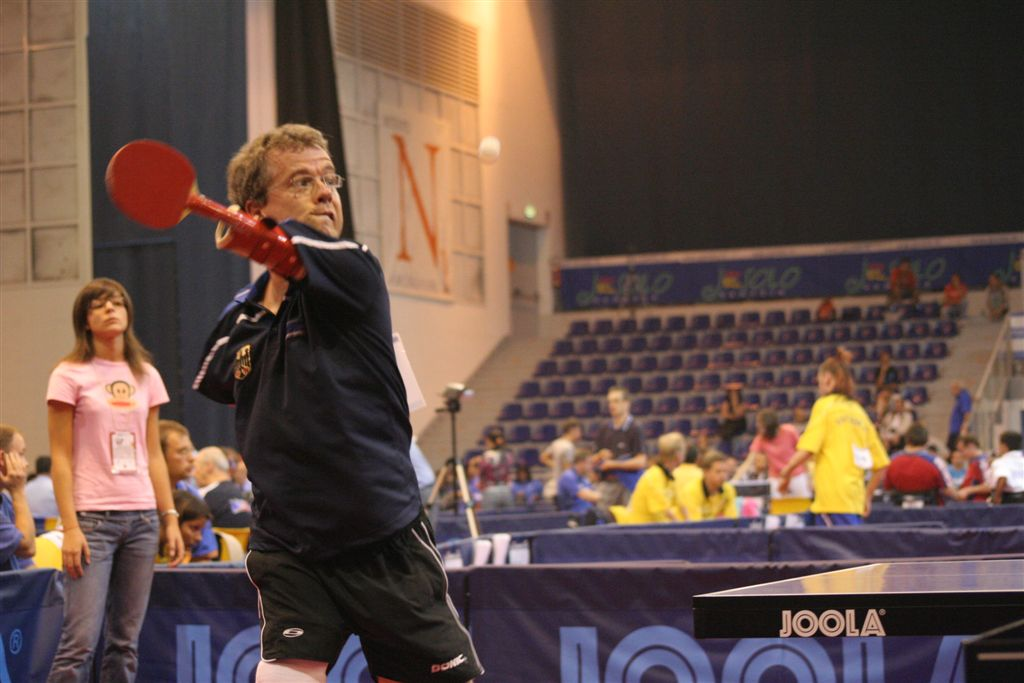
De Duitser Rainer Schmidt

Sporters met verschillende handicaps kunnen deelnemen. Om de sport zo eerlijk mogelijk te houden worden de tafeltennissers in een klasse ingedeeld. Vanaf de spelen in Barcelona van 1992 zijn er 11 klassen, die als volgt zijn ingedeeld: De klassen 1 tot en met 5 zijn voor sporters in de rolstoel. De klassen 6 tot en met 10 zijn voor sporters die kunnen staan. Binnen een groep zitten de sporters met de meeste functies in de hoogste klasse. Klasse 11 is voor sporters met intellectuele beperkingen.

## Geschiedenis
Tafeltennis staat vanaf de allereerste Paralympische Spelen in 1960 op het programma. Tot 1976 waren de Spelen alleen toegankelijk voor sporters in een rolstoel. Vanaf 1976 mochten ook andere gehandicapten meedoen en werd het staand tafeltennissen op de Paralympische Spelen geïntroduceerd. Sporters met een hersenverlamming doen mee vanaf 1980 en sporters met intellectuele beperking zijn welkom vanaf 2000.

## Externe links

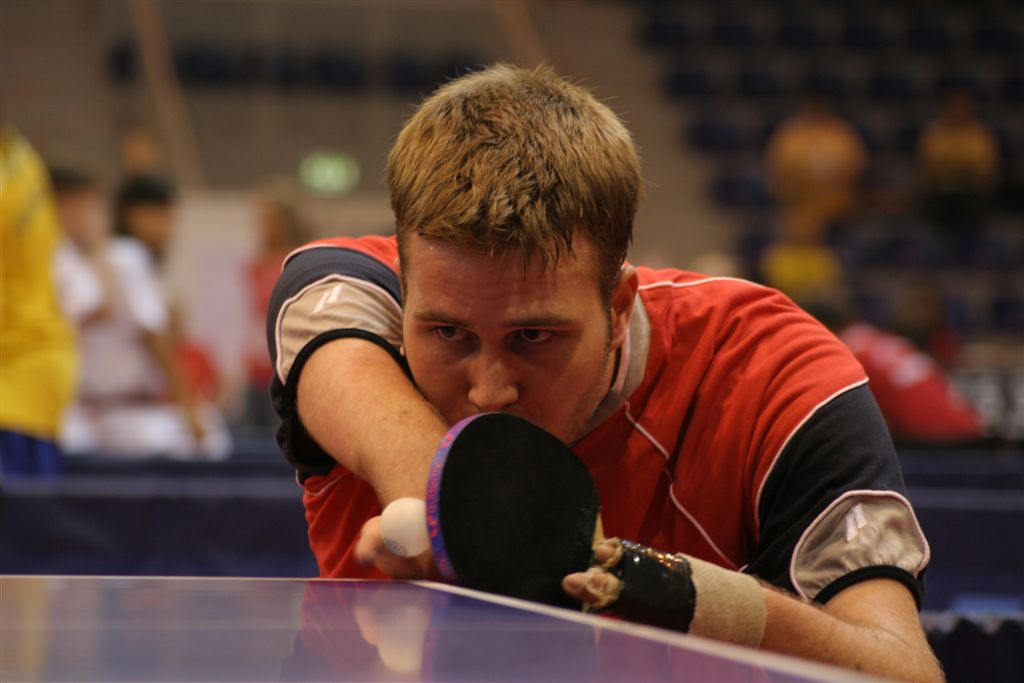
De Deen Peter Rosenmeier